# Nikolauskapelle (Referinghausen)

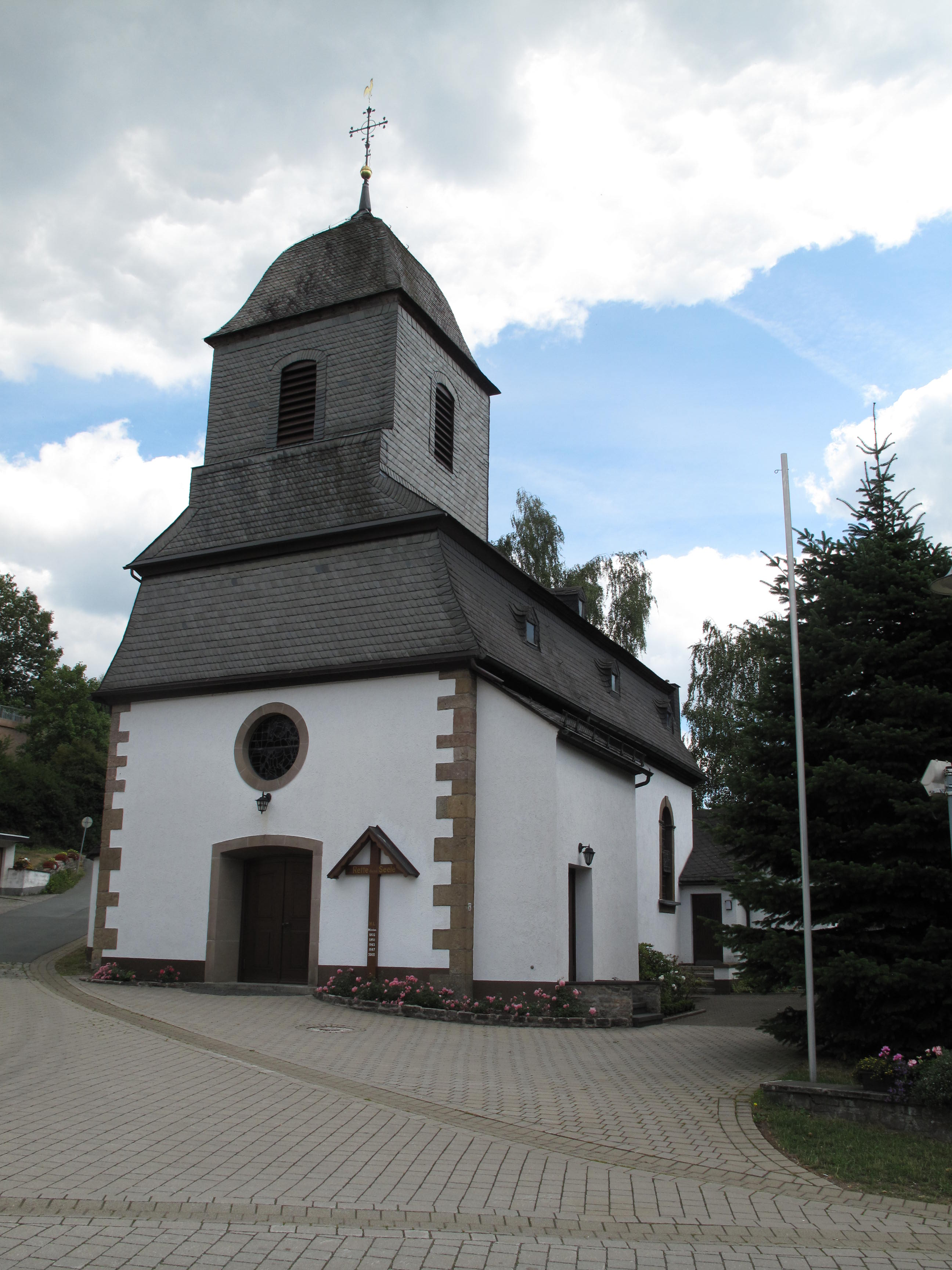
Nikolauskapelle

Die Nikolauskapelle ist ein denkmalgeschütztes Kirchengebäude in Referinghausen, einem Ortsteil der Stadt Medebach im Hochsauerlandkreis (Nordrhein-Westfalen).

## Geschichte und Architektur
Erstmals wurde 1526 eine Vorgängerkirche urkundlich erwähnt. Diese brannte bei einem Dorfbrand im Jahr 1781 nieder. Die Kapelle wurde zum Ende des 18. Jahrhunderts unter der Leitung von Pfarrer Festus Bischoff, einem Konventualen aus dem Kloster Glindfeld, errichtet. Das einschiffige, zweijochige Langhaus mit Drei-Sechstel-Schluss ist von einer Lehmstakung zwischen Rippen und Gurtbögen aus Eichenholz überwölbt. Die in einem profilierten Schlusszapfen mündenden Rippen und die Gurtbögen enden auf den Sandsteinköpfen der rechteckigen Wandvorlagen in eine rechteckige Basis mit Karniesprofil. In den Chorecken befinden sich gerundete Wandvorlagen, das Gewölbe ragt bis in den Knick des Mansarddaches hinauf. Die Umfassungswände sind bis zum hölzernen Hauptgesims aus Bruchstein gemauert, die Fenster- und Türumrahmungen, sowie die Gebäudekanten aus Sandstein. Der Eingang mit einem Segmentbogensturz und ornamentiertem Schlussstein befindet sich in der Westwand. Über dem Eingang ist eine Nische eingelassen. Die rundbogigen Fenster sind mit glatten Schlusssteinen versehen. Das Mansarddach, der Dachreiter und der Westgiebel über dem Hauptgesims sind verschiefert. Über dem Dachreiter sitzt quadratisch eine achtseitige Laterne auf. Die Orgelbühne mit geschweifter Brüstung steht vor der Westwand. Über eine Leiter hat man von hier aus Zugang zum Dachboden. Die kleine Sakristei an der südwestlichen Chorwand wurde im 20. Jahrhundert angebaut.

## Ausstattung
- Der Altar stammt aus der Zeit des Kapellenbaus. Die flachgezogene Rückwand mit zwei Pfeilern wird auf den drei freien Seiten von je drei Säulen begleitet. In der Mitte steht eine Figur des Hl. Nikolaus. Der Aufbau über dem Hauptgesims ist aus Voluten in zwei Geschossen, im unteren Geschoss befindet sich die Taube des Hl. Geistes. Strahlen durchdringen das Hauptgesims. Eine Weltkugel mit Kreuz bekrönt den Altar.
- Eine 137 cm hohe Doppelmadonna aus Weichholz stammt vom 18. Jahrhundert. Die Muttergottes steht auf einem Halbmond und Wolkenballen. Über dem ovalen Strahlenkranz schwebt eine Taube. Maria trägt Krone und Szepter, Jesus die Weltkugel. Die Fassung wurde erneuert.[1]